# Moi c'est Jeck
Singles
1. Défaite[1]
Sortie : 24 février 2023
2. Parapluie
Sortie : 25 août 2023
3. Infidèle (feat. Alex Keil)
Sortie : 26 octobre 2023
4. Sans toi
Sortie : 22 mars 2024
5. M'envoler (feat. Carla)
Sortie : 14 novembre 2024

Moi c'est Jeck est le premier album du chanteur et guitariste français Jeck sorti le 31 mai 2024.
Une réédition de l'album est sortie le 15 novembre 2024 avec 4 nouveaux titres.

## Liste des titres
| Édition standard | Édition standard           | Édition standard | Édition standard | Édition standard | Édition standard | Édition standard | Édition standard | Édition standard | Édition standard |
| No               | Titre                      | Durée            |                  |                  |                  |                  |                  |                  |                  |
| ---------------- | -------------------------- | ---------------- | ---------------- | ---------------- | ---------------- | ---------------- | ---------------- | ---------------- | ---------------- |
| 1.               | Un monde meilleur          | 2:30             |                  |                  |                  |                  |                  |                  |                  |
| 2.               | Immortel                   | 2:56             |                  |                  |                  |                  |                  |                  |                  |
| 3.               | Fallait bien               | 3:00             |                  |                  |                  |                  |                  |                  |                  |
| 4.               | Ne me quitte pas           | 3:22             |                  |                  |                  |                  |                  |                  |                  |
| 5.               | Tu n'es plus là            | 3:13             |                  |                  |                  |                  |                  |                  |                  |
| 6.               | Parapluie                  | 2:56             |                  |                  |                  |                  |                  |                  |                  |
| 7.               | Infidèle (feat. Alex Keil) | 2:34             |                  |                  |                  |                  |                  |                  |                  |
| 8.               | Défaite                    | 2:40             |                  |                  |                  |                  |                  |                  |                  |
| 9.               | Je me suis retrouvé        | 3:13             |                  |                  |                  |                  |                  |                  |                  |
| 10.              | Sans toi                   | 3:01             |                  |                  |                  |                  |                  |                  |                  |
| 11.              | Marionnette                | 2:30             |                  |                  |                  |                  |                  |                  |                  |
| 12.              | T'es beau                  | 2:31             |                  |                  |                  |                  |                  |                  |                  |
| 13.              | Madame                     | 2:30             |                  |                  |                  |                  |                  |                  |                  |
| 14.              | Fer et velours             | 2:34             |                  |                  |                  |                  |                  |                  |                  |
| 15.              | Mon vieux                  | 2:50             |                  |                  |                  |                  |                  |                  |                  |
| 16.              | Mon petit gars             | 3:05             |                  |                  |                  |                  |                  |                  |                  |
| 45:25            |                            |                  |                  |                  |                  |                  |                  |                  |                  |

| Réédition | Réédition               | Réédition | Réédition | Réédition | Réédition | Réédition | Réédition | Réédition | Réédition |
| No        | Titre                   | Durée     |           |           |           |           |           |           |           |
| --------- | ----------------------- | --------- | --------- | --------- | --------- | --------- | --------- | --------- | --------- |
| 1.        | Vagabond                | 2:56      |           |           |           |           |           |           |           |
| 2.        | Toi mon amour           | 3:01      |           |           |           |           |           |           |           |
| 3.        | M'envoler (feat. Carla) | 3:09      |           |           |           |           |           |           |           |
| 4.        | Seventy                 | 3:06      |           |           |           |           |           |           |           |
| 12:12     |                         |           |           |           |           |           |           |           |           |

## Clips vidéos
- Défaite : 25 février 2023
- Parapluie : 10 novembre 2023
- Sans toi : 22 mars 2024
- Immortel : 4 septembre 2024
- M'envoler (feat. Carla) : 24 janvier 2025

## Titres certifiés en France
- Parapluie  Diamant[3]
- M'envoler (feat. Carla)  Platine[4]

## Classements et certifications

### Classements hebdomadaires
| Classements (2024) | Classement |
| ------------------ | ---------- |
| France (SNEP)      | 24         |